# العباسية (فلم)
العبّاسية هو فيلم مغربي من إخراج خالد الإبراهيمي سنة 2007، و بطولة كل من جواد العلمي، عبد الكبير الركاكنة، عائشة ماه ماه، المهدي الأزدي، وآخرين.
صُوّرت أحداث الفيلم في مدينة مراكش.

## القصة
تدور أحداث الفيلم حول طفل يتيم تزوّج والده من امرأة ثانية لتتولى أمور الطفل، لكن ما يحدث هو العكس إذ يلقى الطفل معاملة سيئة من قبل زوجة أبيه،الشيء الذي يدفعه للهرب، ويغادر الدار البيضاء في اتجاه مراكش، ويتخلل سفره في القطار عدة أحداث. عند اكتشاف اختفاء الطفل من البيت، يقوم الأب بالبحث عنه في المدرسة والمستشفيات بدون جدوى ويقرر الرحيل للبحث عن فلذة كبده، ويلتقي أخيرا بابنه الذي سيحكي أسباب مغادرته البيت، إذ يكتشف الأب أن الزوجة كانت تخونه وللتخلص من الطفل كانت تعامله معاملة سيئة.

## روابط خارجية
- «العباسية» قصة واقعية من إنتاج القناة «الأولى»